# Albert Kohan
Pour les articles homonymes, voir Kohan.
Albert Kohan, alias Albert Berthaud, né le 13 septembre 1886 à Tagancha (ru) en Russie et mort, le 17 décembre 1943 sur la base de Tangmere en Angleterre, était un industriel et un résistant français d'origine russe, compagnon de la Libération à titre posthume par décret du 4 Mai 1944.

## Biographie
Fils d'un riche sucrier russe, il est envoyé à Liège pour y poursuivre des études d'ingénieur à l'Université de Liège. 

### Première Guerre mondiale
En 1914, lorsque la guerre éclate, il décide de s’enrôler dans l'Armée belge. Remarqué pour ses bonnes connaissances en langues, il est affecté au Deuxième Bureau et est envoyé en territoire occupé pour des missions de renseignement. Arrêté, il est condamné à mort, mais comme il souffre d'une grave maladie, les Allemands diffèrent son exécution.

### Entre-deux-guerres
En 1924, il est naturalisé français. Albert Kohan, ingénieur, agrégé de philosophie, est administrateur de sociétés, il dirige un groupe qui détient deux sociétés en Angleterre, une en Suisse, une en France et une mine en Yougoslavie. En France, il a des participations dans deux sociétés de cinéma : Cinéma Studio de Joinville et la Société Générale de Films. 

### Seconde Guerre mondiale
Sous l'Occupation, il est à Toulon le chef régional du mouvement de résistance Libération-Sud d'Emmanuel d'Astier de La Vigerie et chef adjoint, en 1943, du réseau de renseignement Gallia qu'il a contribué à mettre sur pied. Il crée, de 1940 à 1942, les trois régions sud-est. À Antibes, il compte parmi ses recrues le docteur Élie Lévy et le célèbre acteur de cinéma René Lefèvre, un ancien de l'École navale, dont la villa la Gaïole est située chemin de l'Olivette, au Cap d'Antibes.
Le 6 juin 1943, il rallie Londres et est promu Chargé de mission de première classe. Il est affecté au Bureau central de renseignements et d'action (BCRA) sous le nom d'Albert Berthaud. Le 15 août 1943, il retourne en France dans le cadre de la mission Nestlé-Andromède.
Le Lysander qui le ramène ensuite en Angleterre dans la nuit du 16 au 17 décembre 1943 rate son atterrissage à Bognor Regis, dans le Sussex. Grièvement blessé, Albert Kohan meurt dans la nuit (Jacques Tayar, lui aussi fait compagnon de la Libération à titre posthume, succombe le lendemain des suites du même accident). Il est enterré au Brookwood cemetery necropolis,,.

## Décorations

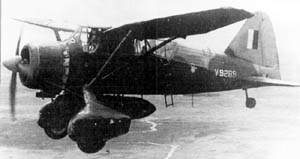
Westland Lysander.

- Chevalier de la Légion d'honneur
- Compagnon de la Libération à titre posthume par décret du 4 mai 1944
- Croix de guerre 1939–1945 avec palme
- Médaille de la Résistance française par décret du 6 avril 1944
- Médaille de la Reconnaissance française
- Chevalier de l'ordre de Léopold, Belgique
- Médaille de la Défense de Liège, Belgique